# NGC 3875
NGC 3875 é uma galáxia espiral (S0-a) localizada na direcção da constelação de Leo. Possui uma declinação de +19° 46' 03" e uma ascensão recta de 11 horas, 45 minutos e 49,4 segundos.
A galáxia NGC 3875 foi descoberta em 27 de Abril de 1785 por William Herschel.